# Milorad Dodik
Milorad Dodik (srp. Милорад Додик; Laktaši, 12. ožujka 1959.), srpski bosanskohercegovački političar. Bivši je predsjednik Republike Srpske, jednog od dva entiteta Bosne i Hercegovine.
Milorad Dodik za vrijeme rata u Bosni i Hercegovini djelovao je kao oporbeni političar vladajućem SDS-u Radovana Karadžića. Nakon rata međunarodna zajednica vidi u njemu umjerenoga političara koji će pomoći pri implementaciji Daytonskog sporazuma, te dolazi i biva očuvan na vlasti uz pomoć visokog predstavnika Carlosa Westendorpa.
Međutim, Dodik je zadržao stav o Bosni i Hercegovini kao visoko federaliziranoj državi s tendencijom konfederalizma, gdje entiteti trebaju imati široke nadležnosti i biti što neovisniji o centralnoj vlasti. Zbog toga je došao u sukob s visokim predstavnicima (posebno Paddyjem Ashdownom i kasnije Valentinom Inzkom) i bošnjačkim unitarističkim političkim snagama, u prvom redu Harisom Silajdžićem i njegovom Strankom za BiH, te Zlatkom Lagumdžijom i njegovim SDP-om BiH.
Uz tvrdnje da je genocid u Srebrenici "izmišljeni mit", Dodik je negirao da se genocid uopće dogodio i kontinuirano veliča osuđene ratne zločince poput Ratka Mladića i Radovana Karadžića.

## Politička karijera
Dodik je od 1986. do 1990. godine bio predsjednik Skupštine općine Laktaši. Godine 1990. na prvim višestranačkim izborima u Bosni i Hercegovini izabran je za srpskog zastupnika Skupštine SR BiH, kao kandidat Saveza reformskih snaga. Tijekom rata u BiH bio je mobiliziran u Vojsku Republike Srpske, a rat je proveo kao zapovjednik vojne policije na aerodromu u Banjoj Luci u činu poručnika.
Sve jači SDS sa sobom je povukao i neke zastupnike Saveza reformski snaga u Narodnoj skupštini Republike Srpske. Ostatak onih koji nisu prišli SDS-u nastavili su djelovati kao neovisni zastupnici pod vodstvom Milorada Dodika. U to je vrijeme osnovao Klub nezavisnih poslanika u Skupštini, koji se suprotstavio politici Srpske demokratske stranke koja je imala apsolutnu vlast u ratnoj skupštini Republike Srpske. Iz Kluba je 1996. godine, poslije Daytonskog sporazuma, proizašla Stranka nezavisnih socijaldemokrata. Milorad Dodik je postao njen prvi predsjednik. Stranka se kasnije ujedinila s drugom socijaldemokratskom strankom kako bi se formirao Savez nezavisnih socijaldemokrata, kojem je Dodik i danas predsjednik.

## Prvi mandat predsjednika Vlade Republike Srpske
Nakon rata, u Republici Srpskoj počela je borba za političko vodstvo između Karadžića i političara koji su bili kooperativniji sa zapadnim državama. U Republici Srpskoj zavladala je politička podjela između zapadnog i istočnog dijela Srpske; a također je bilo potegnuto pitanje glavnog grada oko Banje Luke na zapadu i Pala na istoku. Plavšić je bila voditeljica zapadnog, a Momčilo Krajišnik (SDS) istočnog dijela. Slobodan Milošević zahtijevao je privrženje Daytonskom sporazumu, dok ga je Plavšić optuživala za izdaju. Kako već dulje vrijeme nije bilo vijesti od Karadžića koji je otišao u skrivanje, Milošević je političkog saveznika našao u Krajišniku, dok je Dodik podržao Plavšić. Njih su također podržavali i Amerikanci. Plavšić je oformila Srpski narodni savez i pokrenula suradnju s manjim socijalističkim strankama, Socijalističkom partijom i Savezom nezavisnih socijalemokrata (SNSD) Milorada Dodika. Nakon prijevremenih parlamentarnih izbora 1997., SDS je izgubio većinu u Narodnoj skupštini, a Dodikov SNSD dobio je dva zastupnika. Ipak, Plavšić je imenovala Dodika mandatarom, a on je uspio oformiti vladu u siječnju 1998., uz podršku zapadnih država, visokog predstavnika i bošnjačkih zastupnika.
Na općim izborima održanim u jesen 1998. godine, za predsjednika je izabran radikal Nikola Poplašen, kao kandidat SDS-a i SRS-a. Za mandatara za sastavljanje nove vlade Poplašen je imenovao SDS-ovog Dragana Kalinića, koji ipak nije uspio skupiti većinu u Skupštini. Nakon toga, Poplašen je, nakon sastanka s jugoslavenskim predsjednikom Slobodanom Miloševićem imenovao novog mandatara, Branu Miljuša, koji je bio član Dodikove stranke. Međutim, Miljuš nije uživao podršku SNSD-a, pa je izbačen iz stranke. Visoki predstavnik Carlos Westendorp smatrao je Dodika umjerenim političarem, te je podržavao njegovo ponovno imenovanje za mandatara, međutim, Poplašen je podržavao Miljuša, kojega je podržavao i Milošević. U međuvremenu ni Miljuš nije skupio dovoljno podrške u Skupštini za sastav nove vlade, koja je odbila njegovo imenovanje u siječnju 1999. godine.

Pravo je visokog predstavnika da posegne za tom odlukom, koje je dobio po Dejtonskom sporazumu, u kojem je sadržana klauzula da je on iznad Ustava BiH i ustava entiteta. Nije Westendorp diskvalificirao Poplašena, već se Poplašen sam diskvalificirao u proteklih pet mjeseci, vršeći funkciju na samo njemu svojstven način. On je ugrožavao demokratski razvoj Republike Srpske, i u tom pogledu joj je nanio mnogo štete. Dobro je što je otišao.

Poplašen je, rabeći svoje ustavne ovlasti, pokušao smijeniti Dodika s dužnosti predsjednika Vlade u ožujku 1999. godine. Međutim, Westendorp je reagirao prijeteći Poplašenu da će biti suspendiran sa svoje dužnosti, što je i učinio 5. ožujka 1999. godine. Ovu Westendorpovu odluku Poplašen je ocijenio "nedemokratskom i nedejtonskom", no Dodik ju je podržao tvrdeći da je Poplašen svojim ponašanjem ugrozio instituciju predsjednika Republike i da ju je Westendorp svojom reakcijom zaštitio. U to vrijeme provodila se i arbitraža nad Brčkim, koji je na dan Poplašenove smjene proglašen Brčko distriktom BiH. Dodik je prethodno obećao da će podnijeti ostavku na mjesto predsjednika vlade ako Brčko ne pripadne Republici Srpskoj, što je i učinio isti dan. Međutim, Westendorp ga je zamolio da razmisli o svom potezu, pa je Dodik, dva dana poslije, najavio mogućnost povlačenja svoje odluke. Isti dan, Skupština je na izvanrednoj sjednici glasovala protiv Westendorpove odluke o smjeni Poplašena, a protiv nje su bili i Dodikovi koalicijski partneri iz Socijalističke partije i Srpske narodne stranke Biljane Plavšić. No, Westendorp je ignorirao odluku Skupštine i svoju odluku proglasio konačnom.

## Drugi mandat predsjednika Vlade Republike Srpske
Pregovori o policijskoj reformi vođeni tijekom 2005. godine doveli su do podjela unutar vladajućeg SDS-a između tvrdolinijaša i umjerenjaka pod vodstvom predsjednika Dragana Čavića. Čavić, koji je podržavao policijsku reformu, izgubio je podršku dijela stranke, a reforme su odbacili i Narodna skupština uz podršku predsjednika Vlade Pere Bukejlovića u listopadu 2005. godine. Republika Srpska tako se našla pod prijetnjom izolacije od međunarodne zajednice.
No, na pregovorima između SDS-a i SNSD-a s predstavnicima EU-a i OHR-a, na kojima nisu sudjelovali tvrdolinijaši, dogovoren je nastavak policijskih reformi, što je Čavića dovelo u još zatgnutiji odnos s tvrdolinijašima u SDS-u. No, kada je u studenome Partija demokratskog progresa povukla podršku Bukejlovićevoj vladi, SDS je ipak uspio izolirati Bukejlovića i tvrdolinijaše, stvarajući savez s Dodikom i SNSD-om. Dodika je 4. veljače 2006. godine imenovao mandatarom za sastav vlade, a uz podršku bošnjačkih stranaka SDA, Stranke za BiH i SDP-a BiH te PDP-a, Dodik je imenovan novim predsjednikom vlade 28. veljače 2006. godine.

## Vanjski odnosi
Dodik je izgradio vrlo dobre odnose s Izraelom. U svibnju 2013. godine na sastanku s izaslanstvom izraelskog Ministarstva vanjskih poslova rekao je da podržava "trajnu i dugoročnu bobu Izraela za nezavisnost". Na istom sastanku najavljeno je otvaranje židovskog kulturnog središta u Banjoj Luci. Središte je konačno otvoren u rujnu 2014. godine.
U vrijeme sukoba u Gazi između Izraela i Hamasovih islamističkih militanata u srpnju 2014. godine, Dodik je uputio pismo izraelskom predsjedniku Šimonu Peresu i predsjedniku vlade Benjaminu Netanjahuu. U pismu je naveo da su "terorističke prijetnje i akcije militantnih islamističkih grupa su prijetnja cjelokupnoj svjetskoj zajednici, pa bi i ona morala stati u jedan front protiv takvih prijetnji."
Dodik je blizak prijatelj izraelskog ministra vanjskih poslova, Avigdora Liebermana. Upoznali su se preko izraelskog poduzetnika Arija Livnea. Tri dana prije no što je Netanjahu najavio iznenađujuću koaliciju Likuda i Izraela našeg doma na parlamentarnim izborima 2012., Dodik je dao podršku koaliciji na službenoj stranici Republike Srpske. Lieberman je više puta u službenom svojstvu posjetio Banju Luku. Iako je Republika Srpska službeno entitet Bosne i Hercegovine, Lieberman je uložio velike napore u izgradnju odnosa između nje i Izraela.
U srpnju 2019. godine Dodik je kao srpski član predsjedništva BiH uložio veto na osporavanje gradnje Pelješkog mosta Hrvatskoj, koji je pokrenut iz političkog Sarajeva.

## Kontroverze
Dodik je u svibnju 1995. godine na skupštini RS-a, nakon što je Milana Martić raketirao Zagreb, a prigodom čega je poginulo i povrijeđeno desetke Zagrepčana, izjavio kako se „slaže da Zagreb treba tući, ali ne smijemo to reći“. Kritizirao je urednika TVRS prilikom objave te vijesti srpskoj javnosti. Dodik također negira genocid nad bošnjačkim narodom u Srebrenici, koja se proturiječi izjavi međunarodnog suda u Haagu.
Maurice Braud, predsjednik etičkog odbora Socijalističke Internacionale (SI), u svom obraćanju vijeću SI prilikom isklučivanja Dodika iz SI-a 2011. godine je naglasio da je proces monitoringa SNSD-a, i pored brojnih upozorenja svjetskih socijaldemokrata, pokazao izostanak bilo kakvog napretka u njegovom djelovanju, retorici, nacionalizamu i ekstremizamu tako osobno tako u djelovanju stranke kojoj pripada. Dodik je također je javno podržavao i simpatizirao skupine koje promiču ideologiju "četničkog ravnogorskog pokreta".

## Javni nastupi
U svojim javnim nastupima Milorad Dodik nerijetko izlazi iz okvira političkog šablona u izražavanju. Tako je gostujući u emisiji "Nedjeljom u 2" isprovociran, tjelesno zaprijetio BiH tv-novinaru Bakiru Hadžiomeroviću.
"Imam problema s retorikom", kazao je Dodik za govornicom Narodne skupštine Republike Srpske tijekom rasprave u utorak, 18. veljače 2009. godine.
U više je navrata optužio Hrvatsku za etničko čišćenje Srba u Operaciji Oluja.
Dodik je Sarajevo usporedio s Teheranom. Upitan za razlog rekao je da "ni u Teheranu nema toliko džamija". U intervjuu za Novu TV u prosincu 2010. godine potvrdio je tu svoju tezu dodavši kako "danas u Sarajevu ima više Kineza nego Srba i Hrvata".
Izjavio je kako za bosanskohercegovačku nogometnu reprezentaciju navija jedino kad igra protiv Turske, a u prosincu 2010. godine da ni to nije sigurno.
| „                | Kad bih išao u Sarajevo uvijek bih imao osjećaj da idem natrag, a kad bih išao u Beč preko Zagreba, imao sam osjećaj da idem naprijed. | ” |
| — Milorad Dodik, | |   |

## Vanjske poveznice
- Milorad Dodik  Arhivirana inačica izvorne stranice od 6. lipnja 2019. (Wayback Machine)

| Prethodnik Mladen Ivanić | Srpski član Predsjedništva Bosne i Hercegovine 2018. – 2022. | Nasljednik Željka Cvijanović |

| Prethodnik Željka Cvijanović | Predsjednik Republike Srpske 2022. – danas | Nasljednik – |